# 野田市の文化財
野田市の文化財は、千葉県野田市の文化財の一覧。

## 概要
重要文化財には花野井家住宅がある。県指定文化財については、千葉県指定文化財一覧、登録有形文化財については、千葉県の登録有形文化財一覧#野田市を参照。
また、文化遺産として、「激しい産地間競争等を通じ近代産業へと発展した利根川流域等の醸造業の歩みを物語る近代化産業遺産群」が近代化産業遺産に認定されている。近代化産業遺産#近代化産業遺産群33を参照。関宿町との合併により、関宿町指定文化財は野田市指定文化財に編入されている。

## 野田市指定文化財

### 有形文化財
- 関宿城埋門（平成12年関宿町時代に指定）
- 永享5年弥陀種子板碑（平成2年指定）
- 須賀神社猿田彦神（平成2年指定）
- 岡部文書（昭和46年指定）
- 太子堂句額（平成2年指定）
- 天正18年銘文船形八幡懸仏（平成2年指定）
- 天正文書（昭和46年指定）
- 野田町絵図（昭和46年指定）
- 野田町刻銘地蔵供養塔（平成2年指定）
- 閻魔大王像（平成2年指定）

### 史跡
- 中根八幡前遺跡（昭和44年指定）
- 関宿城跡（平成11年関宿町時代に指定）
- 岩名古墳（平成7年指定）
- 野田の醤油発祥地（昭和46年指定）

### 民俗文化財
- 算額（昭和44年指定） - 金乗院
- 野田醤油醸造の図（昭和44年指定）
- 醤油醸造絵馬（昭和44年指定）

### 有形民俗文化財
- 堤台子育延命地蔵尊の間引き絵馬（平成22年指定）

### 無形民俗文化財
- 関宿台町の天王祭礼（平成23年指定）
- 下根獅子舞・棒剣術（昭和54年関宿町時代に指定）
- 船形香取神社御社擅御膳献上式（平成13年指定）
- 武者土囃子（昭和55年関宿町時代に指定）